# سندرم لیپودیستروفی-پروجروید-شبه مارفان
سندرم لیپودیستروفی-پروجروید-شبه مارفان (انگلیسی: Marfanoid–progeroid–lipodystrophy syndrome) یا به اختصار MPL که با نام‌های دیگری همچون سندرم لیپودیستروفی مارفان و فیبریلینوپاتی پروجروید نیز شناخته می‌شود، یک بیماری بسیار نادر ژنتیکی است که علائم و نشانه‌های گوناگونی دارد و برخی علائم آن، مشابه آنچیزی است که در نشانگان مارفان، سندرم ویدمان-راوتن‌اشتراوخ (سندرم پروجروید نوزادی یا NPS) و لیپودیستروفی نسبی شدید دیده می‌شود.
این سندرم یک اختلال ژنتیکی است که در اثر جهش در ژن FBN1 که کُدکنندهٔ پروتئین فیبریلین ۱ است، رخ می‌دهد و در نتیجه، شکاف پروتئینی پروفیبریلین که جهت تشکیل فیبریلین ۱ (یک پروتئین ماتریکس برون‌یاخته‌ای) و آسپروسین (یک هورمون پپتیدی تولیدکنندهٔ قند) ضروری است، انجام نمی‌شود. تا سال ۲۰۱۶ کمتر از ۱۰ مورد از این بیماری در جهان گزارش شده‌است. «لیزی ولاسکز» و «اَبی سالمون» از مبتلایانی هستند که به‌جهت پوشش رسانه‌ای برای همگان شناخته شده‌اند.
علاوه بر لیپودیستروفی شدید، (از دست رفتن بافت چربی)، مبتلایان به این بیماری دچار از دست رفتن تودهٔ بدون چربی بدن نیز هستند که علت ظاهر «پوست و استخوانی» آنهاست. در گذشته تصور می‌شد که لیپودیستروفی موجود در این بیماری از نوع سرتاسری و گسترده باشد. اما در واقع این لیپودیستروفی از نوع نسبی (غیر گسترده) است و تنها محدود به صورت، انتهای دست و پاها، اطراف ستون مهره‌ها و بخش‌های بیرونی نشیمنگاه است. مقادیر چربی در بافت زیرپوستی نیم‌تنهٔ بالای سینه و شکم طبیعی است. در نتیجه در زنان مبتلا به این بیماری، پستان‌ها کاملاً طبیعی هستند.
چهره و ظاهر مبتلایان به این بیماری چنان است که گویی دچار سالخوردگی زودرس شده‌اند؛ اما این موضوع در حقیقت ربطی به پیری زودرس آنها ندارد و دلیلش، کمبود چربی بافت زیرپوستی است. در نتیجه سندرم لیپودیستروفی-پروجروید-شبه مارفان نوعی از پیری زودرس نیست.
در سال ۲۰۱۶ میلادی، دانشمندان کشف کردند که لیپودیستروفی نسبی این بیماری به سبب عدم شکافت انتهای کربوکسیل پروفیبریلین و تشکیل هورمون پپتیدی و قندزای آسپروسین است. به سبب فقدان آسپروسین، مبتلایان به این بیماری کمتر غذا می‌خورند و وزن نمی‌گیرند یا آنکه علائم شبه دیابت و مقاومت به انسولین پیدا می‌کنند. مبتلایان به این بیماری همچنین انرژی کمتری نسب به افراد عادی می‌سوزانند، اما غذای کمتری هم می‌خورند و تعادل خالص انرژی در بدنشان به‌میزان متوسطی کاهش‌یافته‌است. برخلاف این بیماران که آسپروسین در بدنشان یافت نمی‌شود، افرادی که دچار چاقی و دیابت هستند، سطح آسپروسین بالایی دارند. در نتیجه، ژن «FBN1» را «ژن لاغری» لقب داده‌اند و ساخت داروهای مهارکنندهٔ آسپروسین را یک روش بالقوه درمانی بسیار امیدوارکننده در درمان چاقی و دیابت دانسته‌اند.